# Збіґнєв Вардзала
Збіґнєв Вардзала (пол. Zbigniew Wardzała 1903 — 1956, Лодзь, Польща) — польський архітектор. 

## Біографія
1931 року закінчив Львівську політехніку. Ще до завершення навчання запрошений Іваном Багенським на посаду асистента на кафедрі архітектури. У 1932—1939 роках — головний архітектор, а у 1944—1945 роках — головний інженер Львова. Протягом 1931—1934 років був членом Політехнічного товариства у Львові. 1934 року обраний членом правління львівського відділу SARP (спілки архітекторів). Проектував будівлі у стилях функціоналізму та конструктивізму. У 1939—1941 роках керував перебудовою Львівської обласної клінічної лікарні. Помер у місті Лодзь (Польща).
Роботи
- Санаторій «Віктор» у Жегестові (Польща), конкурсний проект (1932, спільно зі Іваном Багенським).[3]
- Конкурсний типовий проект туристичної бази, II нагорода (1935, співавтор Тадеуш Бжоза).[4]
- Спроектував житлові будинки на нинішніх вулицях Котляревського, 32 і Коновальця, 62 (1936—1938).
- Дім нотаріальної контори на нинішній вулиці Саксаганського, 6 у Львові (1938, спільно з Адамом Куриллом).

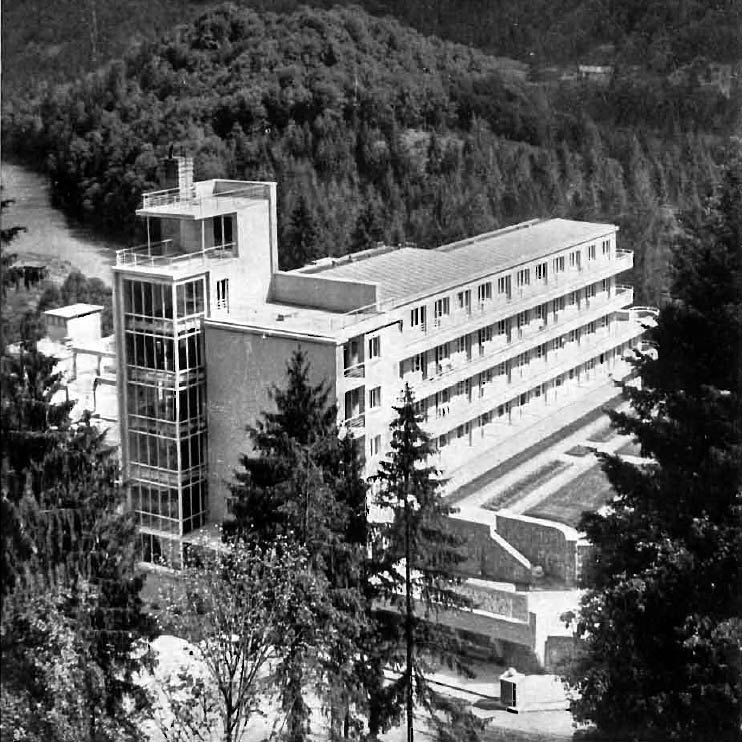
Санаторій «Віктор» у Жегестові (1932).
Будинок на вулиці Котляревського у Львові (1938).
Будинок на вулиці Саксаганського у Львові (1938).